# نهر اللؤلؤ (الصين)
22°46′N 113°38′E / 22.767°N 113.633°E

نهر اللؤلؤ (صينية تقليدية: 珠江، صينية مبسطة: 珠江، بن-ين: Zhū Jiāng) هو ثالث أطول نهر في الصين (بعد نهر يانغتسي والنهر الأصفر) حيث يقطع مسافة 2,200 كيلومتر قبل أن يصل إلى مصبه في بحر الصين الجنوبي بين ماكاو وهونغ كونغ. كما يعتبر نهر الؤلؤ ثاني أكبر نهر صيني (بعد نهر يانغتسي) من حيث حجم الماء المتدفق.
سمي النهر بهذا الاسم تبعاً لجزيرة صخرية كانت في منتصف النهر وتسمى لؤلؤة البحر (海珠)، ولكن نظراً لتغير مسار النهر أصبحت الجزيرة جزءً من ضفة النهر.
يتكون النهر من التقاء الأنهر زي (نهر الغرب) وبيي (نهر الشمال) ودونج (نهر الشرق). يجري النهر في مقاطعات كونغدنغ وقوانغشي ويونان وقويتشو وخونان وجيانغشي. يغطي مسار النهر مساحة 409,480 كيلومتر مربع.
يعتقد أن نهر اللؤلؤ هو أحد أكثر الأنهر تلوثاً في العالم.

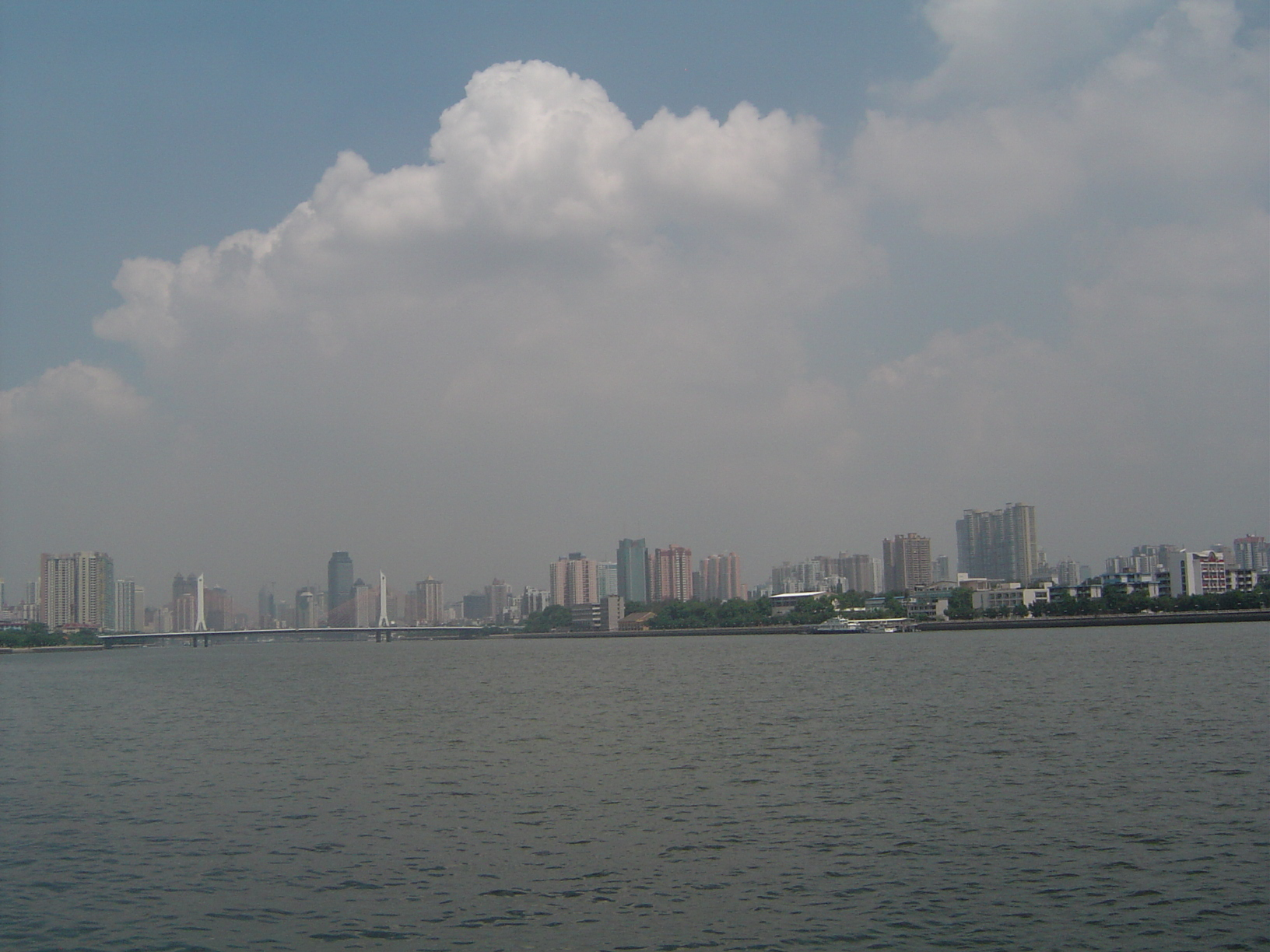
نهر اللؤلؤ في قوانغتشو

[[ملف:

## معرض صور

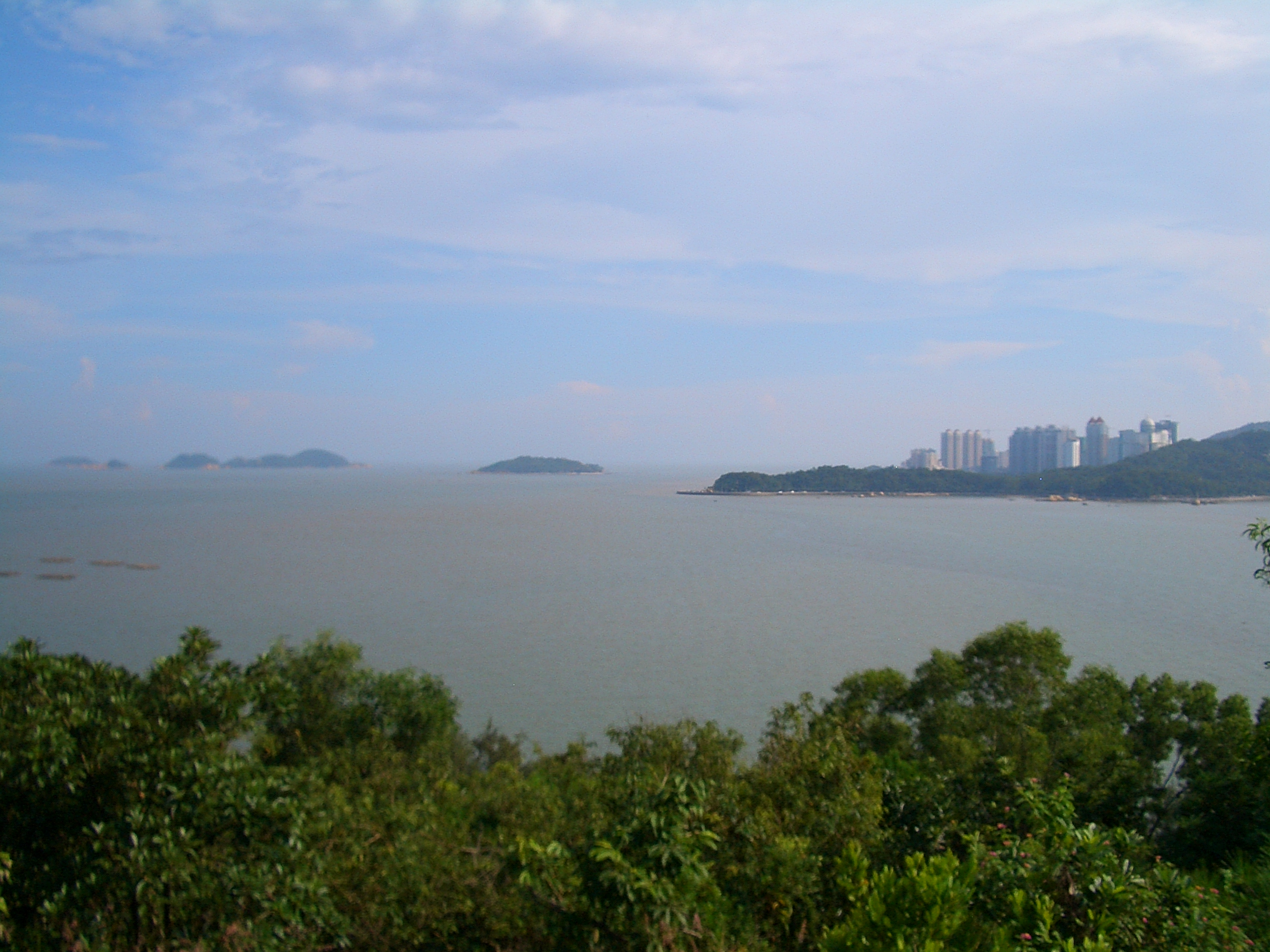
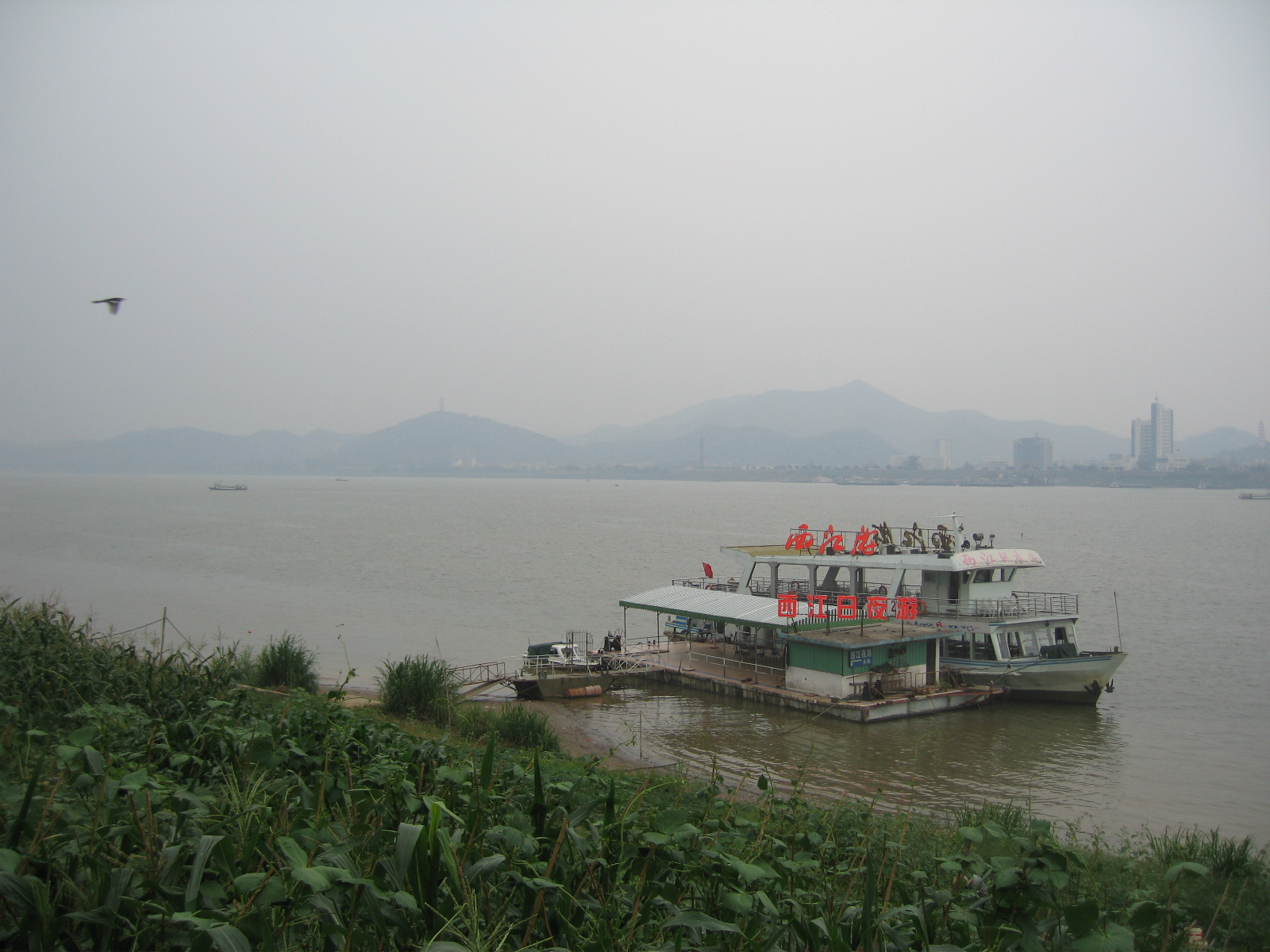
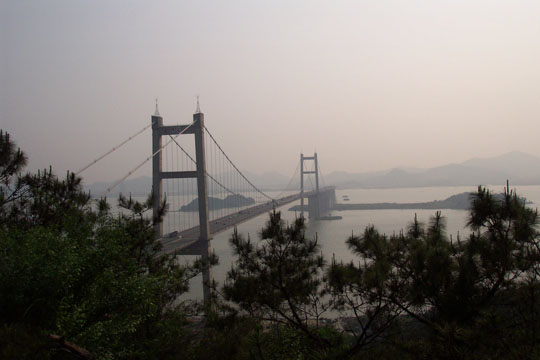